# Deutsche Postbank
Postbank – eine Niederlassung der Deutsche Bank Aktiengesellschaft, «Постбанк» — розничное банковское подразделение Deutsche Bank, возникшее в ходе разделения Deutsche Post в 1990 году.

## История
Postscheckdienst появился в 1909 году после решения властей Германской империи создать счета для платёжных операций с помощью почты и объединить предоставление почтовые и банковские услуги.
Согласно принятому в 1989 году проекту реформ почты (Poststrukturgesetz) немецкая почтовая компания (Deutsche Post) была разделена на три компании: Deutsche Post, Deutsche Telekom и Postbank. Позже в этом же году Deutsche Post Postbank на территории бывшей Восточной Германии был объединён с Postbank.
С 1990 по 1997 год председателем совета директоров был Гюнтер Шнайдер, первый совет директоров состоял из него, Рудольфа Бауера и Бернхарда Цурхорста.
1 января 1995 года согласно новой реформе почты (Gesetze zur Postreform II), Postbank стал независимым акционерным обществом. Postbank занялся расширением сферы оказываемых услуг, начав предлагать денежные займы, страховые услуги и депозиты.
В 1999 году Deutsche Post стал владельцем Postbank, в этом же году Postbank приобрёл DSL Bank за счёт продажи доли государственных акций. В 2001 году Postbank приобрёл BHF (USA) Holdings Inc.
К 2003 году Postbank имел 11,5 млн клиентов, больше чем какой-либо другой банк в Германии.
1 января 2004 года принял на себя обработку банковских операций Deutsche Bank и Dresdner Bank, передав их на аутсорсинг Betriebs-Center für Banken, что позволило Postabank занять новую сферу «транзакционного банка».
IPO состоялось 23 июня 2004 года, став крупнейшей рыночной сделкой за два года. Deutsche Post сохранило контрольный пакет (50 % + 1 акция), после выхода на биржку между банком и федеральным правительством Германии (владельцем 31 % акций Post) было заключено соглашении о предоставлении исполнительной власти до 2008 года права вето при заключении сделки о продаже Postbank.
25 октября 2005 года Postbank анонсировал покупку 76,4 % акций Beamten-Heimstättenwerk (BHW), после которой становился ведущим поставщиком финансовых услуг для розницы.
1 января 2006 года сделка была завершена. Также от Deutsche Post было получено 850 отделений с 9 600 работниками, после чего общий штат Postbank превысил 25 тыс. человек.
18 февраля 2008 года газета Handelsblatt сообщила о том, что правительство Германии уже несколько месяцев активно ищет покупателя для Postbank, планируя создать противовес крупнейшему коммерческому банку страны в лице Deutsche Bank. За 3,5 года котировки на бирже акции Postbank подорожали в два раза, база данных банка насчитывала около 14,5 миллионов клиентов, а рыночная капитализация составляла 9,8 миллиарда евро.
В сентябре 2008 году 30 % Postbank был продан Deutsche Bank за 2,8 млрд евро., в феврале 2009 года сделка была одобрена федеральным ведомством по картелям.
В октябре 2010 года Postbank выставил на продажу своё индийское отделение.
К декабрю 2010 года Deutsche Bank приобрёл мажоритарный пакет акций в рамках тендерного предложения,в 12 году на основе имевшегося права у Deutsche Post была выкуплена оставшийся пакет акций банка. В итоге на покупку почтового банка Deutsche Bank потратил 6 млрд евро.
С мая 2018 года Postbank был объёдинён с DB Privat- und Firmenkundenbank в качестве дочернего подразделения Deutsche Bank, являясь брендом его розницы.

## Спонсорство
С 2001 по 2003 года банк выступал спонсором хоккейного клуба Frankfurt Lions. С июля 2009 года — спонсор футбольноо клуба Боруссия (Мёнхенгладбах).